# Amore dopo amore
Amore dopo amore è il ventunesimo album in studio di Renato Zero, pubblicato nel 1998.

## Il disco
Dopo una pausa di tre anni, Zero torna in sala d'incisione, con un disco che risulterà uno dei più venduti del suo catalogo. Il brano di maggior successo fu senz'altro Cercami (uno dei 4 singoli estratti, poi riproposti, tutti insieme, in un cofanetto in edizione limitata), affiancato da L'impossibile vivere e Figaro. La grande assente è dedicata alla sua grande amica Mia Martini, scomparsa nel 1995.
Il disco viene anticipato da un singolo in anteprima, L'impossibile vivere, ma, dopo l'uscita dell'album, sarà proprio Cercami la canzone più gettonata. Altri brani dell'epoca che riscossero molti consensi furono La pace sia con te e Dimmi chi dorme accanto a me (quest'ultimo con un bellissimo solo di sassofono di Daniele Comoglio), anche se più o meno tutti i pezzi, inediti compresi, ricevettero moltissima pubblicità, per via del successo crescente, che non accennava a diminuire, fino di fatto a superare il proprio record personale di vendite legate a un lavoro a lungo respiro.
Ciascuno dei singoli, usciti tutti nel più moderno formato del CD singolo (l'album viene però pubblicato anche in vinile, con una canzone in più, Il mercante di stelle, uno dei lati B, che verrà inserita nella raccolta I miei numeri pubblicata due anni dopo), contiene almeno un inedito non inserito sull'album, il quale, in definitiva, avrebbe potuto essere tranquillamente commercializzato in formato doppio, riscuotendo probabilmente lo stesso grande successo che ebbe e che fu comunque tale da portare, appena l'anno seguente, alla pubblicazione a ruota di un doppio live, non a caso intitolato proprio Amore dopo amore, tour dopo tour, contenente anche 6 inediti di studio, tra cui la popolare Si sta facendo notte e uno degli inediti già inseriti come B-side nei singoli tratti dal disco del 1998.
Nonostante risulti l'album più venduto degli anni 90 del cantautore romano, raggiunse la posizione massima numero 2, al contrario di alcuni suoi album pubblicati nel corso dei primi anni '80 e il successivo Amore dopo amore, tour dopo tour (quest'ultimo pubblicato nel 1999).
Il 28 dicembre 2018, l'album è stato pubblicato, in versione rimasterizzata, su tutte le piattaforme digitali ed è stato ristampato in versione CD per la collana Mille e uno Zero, edita con TV Sorrisi e Canzoni.
Il 5 gennaio 2024, a distanza di 25 anni, è stato ripubblicato per la seconda raccolta Mille e uno Zero in versione doppio vinile da Tattica.
Proprio come nella prima stampa del 1998, nel disco è presente come ultimo brano Il mercante di stelle, che all'epoca fu pubblicato come seconda traccia del CD singolo L'impossibile vivere.

### Copertina
L'immagine di copertina ritrae Zero con tre barattoli trasparenti in braccio, all'interno del quale sono contenuti dei fulmini provenienti da un cielo violaceo alle sue spalle, mentre sullo sfondo è ritratta un'anziana signora, intenta a raccoglierli per lui. In realtà la copertina è basata su una foto di Bryan Allen dove si vede un anziano signore, sostituito, poi, con il volto di Renato Zero. Il concept della copertina è stato usato nel 1999 dal gruppo inglese Landmarq per il loro album Thunderstruck.

## Tracce
Tutti i brani sono di Renato Zero/Gianluca Podio-Renato Zero, eccetto dove indicato.
1. L'italiana – 6:00 (testo: Renato Zero – musica: Stefano Senesi e Renato Zero)
2. Cercami – 5:42
3. Emergenza noia – 4:29 (testo: Renato Zero – musica: Stefano Senesi e Renato Zero)
4. Mi ameresti – 6:25
5. Vive chi vive – 5:15 (testo: Renato Zero – musica: Renato Zero e Danilo Riccardi)
6. L'impossibile vivere – 4:04 (testo: Renato Zero e Vincenzo Incenzo – musica: Maurizio Fabrizio e Claudio Guidetti)
7. Erotica apparenza – 5:25
8. Dimmi chi dorme accanto a me – 6:15 (testo: Renato Zero – musica: Renato Zero e Danilo Riccardi)
9. La grande assente – 6:01 (testo: Renato Zero – musica: Renato Zero e Danilo Riccardi)
10. I commedianti – 4:45
11. Pericolosamente amici – 4:42
12. La pace sia con te – 6:32 (testo: Guido Morra – musica: Maurizio Fabrizio)
13. Figaro – 7:51 (testo: Renato Zero – musica: Renato Zero e Stefano Senesi)

Durata totale: 73:26

## Formazione
- Renato Zero – voce
- Paolo Costa – basso
- Lele Melotti – batteria
- Phil Palmer – chitarra acustica ed elettrica
- Stefano Senesi, Marco Forni – pianoforte e tastiera
- Rosario Jermano – percussioni
- Luciano Ciccaglioni – chitarra acustica
- Alberto Borsari – armonica
- Demo Morselli – tromba
- Ambrogio Frigerio – trombone
- Daniele Comoglio – sax
- Lalla Francia, Alessandra Puglisi, Moreno Ferrara – cori

## Classifiche

### Classifiche settimanali
| Classifica (1998) | Posizione massima |
| ----------------- | ----------------- |
| Europa            | 27                |
| Italia            | 2                 |

### Classifiche di fine anno
| Classifica (1998) | Posizione |
| ----------------- | --------- |
| Europa            | 73        |
| Italia            | 3         |